# Castillito de Los Dolores
El Castillito es una mansión construida por Tomás Rico en 1900, situada en el barrio de Los Dolores de la ciudad española de Cartagena (Región de Murcia), e integrada administrativamente en la diputación de El Plan.

## Historia

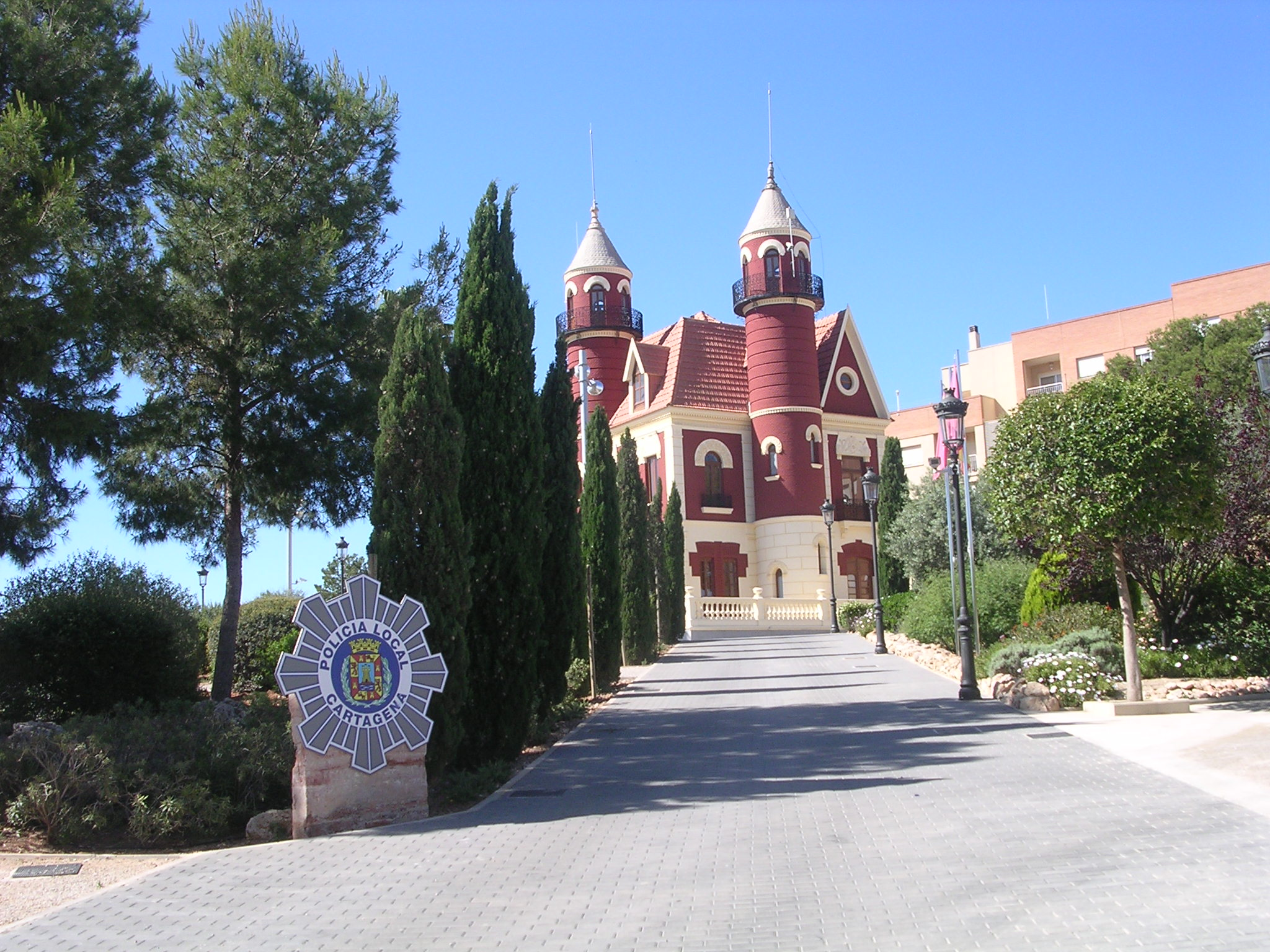
El Castillito.

El Castillito fue construido entre los años 1899 y 1900 posiblemente por el arquitecto vallisoletano Tomás Rico Valarino bajo encargo del empresario industrial Pedro Conesa Calderón, para quien ya había trabajado construyendo el Pasaje Conesa (1891). La intención de Conesa era regalar el edificio, con forma de casa de muñecas, a su nieta materna Antonia Calín Conesa, hija de Isidoro Calín y Antonia Conesa. Antonia Calín la usó incluso como residencia durante una temporada tras casarse en el año 1903 con José de la Figuera y de la Cerda, XIV Marqués de Fuente el Sol. El hijo de ambos, José de la Figuera y Calín fue alcalde de Cartagena en 1941-1942 y Hermano mayor de la Cofradía California y casó con María del Carmen López Casal.
El 1 de marzo de 1988, María del Carmen López Casal, viuda del Marqués, vendió la finca a una constructora, a excepción del Castillito, que fue cedido al Ayuntamiento de Cartagena en mayo de aquel año para su aprovechamiento como parque. Sin embargo, permaneció inalterado hasta 2000-2001 cuando se restauró el inmueble y su jardín, para finalmente ser designado para albergar un cuartel de la Policía Local luego de una nueva rehabilitación.
En 1988 fue incoado un expediente de declaración como Bien de Interés Cultural, que sin embargo fue archivado en 2022.

## Arquitectura
El inmueble, de tres pisos, fue construido siguiendo un estilo fantasioso y premodernista, en el que la decoración de la fachada se asienta en la combinación de ladrillo rojo y piedra artificial, dándose el contraste de que mientras en la planta baja la piedra artificial es el material principal y el ladrillo corresponde a los ornamentos, en el piso superior la composición se realiza a la inversa. Sin embargo los detalles más destacados del exterior son la techumbre puntiaguda y las dos torres cilíndricas, que hacen recordar la arquitectura de Europa del Norte, pero sin desdeñar su similitud a las villas coloniales. Asimismo, el Castillito posee un túnel subterráneo que comunicaba con la primera vivienda de los Marqueses, localizada en el margen derecho del recinto.
Si bien no se puede afirmar con total seguridad quien fue el arquitecto, una serie de particularidades como los guardapolvos de ladrillo en la planta inferior, las cadenas de las esquinas, los desvanes y los temas de tipo neogriego que decoran los guardapolvos del piso superior nos inducen a pensar que fue Tomás Rico.